# Hirrlingen
Hirrlingen è un comune tedesco di 3 193 abitanti,, situato nel land del Baden-Württemberg.

## Amministrazione

### Gemellaggi
- Minerbio